# Arthur Keith
Arthur Keith (Aberdeenshire, 5 de fevereiro de 1866 – Kent, 7 de janeiro de 1955) foi um antropólogo e a anatomista escocês. Pesquisou fósseis humanos e macacos ameranthropoides. Foi um pesquisador das teorias de Darwin e defensor da teoria do Homem de Piltdown.

## Biografia
Arthur Keith nasceu em Aberdeen, quarto filho de John Keith e Jessie Macpherson, fazendeiros donos de uma pequena propriedade. Formou-se na faculdade de Aberdeen em 1888. Em 1889, ficou por um longo tempo na Tailândia para combater a malária. Também recolheu muitas plantas para estudo. Após seu retorno à Grã-Bretanha em 1892, estudou anatomia em Londres. Em 1893 foi o ganhador do prêmio Struthers.
Foi aceito como membro da Faculdade Real dos Cirurgiões da Inglaterra em 1894. Trabalhou no Hospital de Londres de 1895 a 1908, casou-se com Celia Grey em 1899, quando foi promovido no hospital a coordenador do departamento, e em 1921 recebeu o título de cavaleiro. Escreveu mais de 500 livros durante sua vida.
Após ter deixado o hospital de Londres, foi curador do museu da faculdade real dos cirurgiões de Londres. Presidiu a Royal Anthropological Institute de 1914 a 1917 e a Anatomical Society em 1918. Escreveu para o Journal of Anatomy, um jornal de anatomia e presidiu diversas outras organizações científicas do Reino Unido.
Nos anos entre a morte da rainha Vitória (1901) e a Primeira Guerra Mundial (1914-1918) foi descoberto o Homem de Piltdown, em 1912, em Piltdown Common em Sussex, pelo arqueólogo: Teilhard de Chardin e por Charles Dawson. Foi descoberto uma maxila inferior e um crânio. Mas, é importante lembrar que entre a descoberta do Neandertal (1856) até a descoberta do Homem de Piltdown (1912), a arqueologia inglesa era uma ciência para cavaleiros. E os cavaleiros não mentem (tendência aos costumes vitorianos). O Dr. Arthur Keith examinou o hominídeo junto de outros renomados anatomistas, entre eles estava: Dr. Eliot Smith, o único que rejeitou por completo o hominídeo. E Dr. Smith sugeriu que a maxila era de um macaco e o crânio era humano. Outros anatomistas preeminentes que também desconfiavam do achado, entre eles estavam: Marcelin Boule (França), Osborn do Museu de História Natural de Nova York (Estados Unidos), Smith Woodward (Inglaterra) diretor do Museu de História Natural de Londres. Por que eles mudaram de opinião? Respondendo a pergunta, o Homem de Piltdown só foi aceito pelos anatomistas porque ninguém duvidava da palavra e dos trabalhos arqueológicos de Teilhard Chardin, que em 1908 (antes da descoberta do hominíneo) foram descobertos algumas ossadas. Ninguém duvidava de Tailhard Chardin. Para os anatomistas ingleses e franceses Chardin era visto como alguém íntegro (Woodward desconhecia a estratigrafia em que o ser de Piltdown foi descoberta). Se Woodward e Arthur Keith concordavam então, Marcelin Boule e Osborn também aceitaram. Em 1953, Le Gros Clark, Kenneth Oakley e Weiner fizeram uma datação por flúor e verificou-se que esses hominídeo era uma fraude.
Sua esposa faleceu em 1934. Arthur Keith veio a falecer em 1955 na cidade de Downe, distrito de Kent, Inglaterra.

## Livros
- An Introduction to the Study of Anthropoid Apes (1896)
- Man and Ape (1900)
- A Manual of Practical Anatomy (1901)
- Human Embryology and Morphology' (1902)
- Ancient Types of Man (1911)
- The Antiquity of Man (1915)
- Nationality and Race (1919)
- Religion of a Darwinist (1925)
- Concerning Man's Origins (1927)
- New Discoveries (1931)
- A New Theory of Human Evolution (1948)
- New Discoveries
- Darwin Revalued (1955)